# Рут Рубін
Рут Рубін (англ. Ruth Rubin; нар. 1 вересня 1906, Монреаль або Хотин — пом. 11 червня 2000, Мемаронек) — канадсько-американська фольклористка, співачка, поетеса і дослідниця культури та музики мовою їдиш.

## Раннє життя
Народилася Рівке Розенблатт у 1906 році в Монреалі, вона росла, спілкуючись їдишем, англійською та французькою мовами. Її батьки іммігрували до Канади з Бессарабії, яка тоді входила до складу Російської імперії; у неї був щонайменше один брат і сестра на ім'я Естер. Вона відвідувала державні школи міста, а також світську школу їдишу «Перец Шуле», де в 1915 році почула виступ Шолом-Алейхема і була глибоко вражена цим виступом. У 1924 році вона переїхала до Нью-Йорка, де вивчала музику і відвідувала вечірню школу при Хантер-коледжі, одночасно працюючи секретарем і стенографісткою.

## Внесок
Близько 1935 року Рубін вирішила стати фольклористкою їдишу і звернулася за порадою до Хаїма Житловського (1865—1943), видатного вченого і письменника на їдиші. Вона розпочала свої дослідження в Інституті єврейських досліджень, Нью-Йоркській публічній бібліотец та в архівах Єврейської теологічної семінарії. Окрім викладання музики та поезії в їдишських школах міста, вона також почала публікуватися в журналах. Під час Другої світової війни вона перекладала щоденники на їдиш, які контрабандою вивозили з європейських гетто та концтаборів.
Приблизно з 1947 року Рубін почала проводити серйозну польову роботу в єврейській громаді іммігрантів у Нью-Йорку, Монреалі та Торонто, зосередившись на переміщених особах, які прибули з Європи після Голокосту.
Робота Рубін вважається надзвичайно важливою, оскільки вона почала збирати народні пісні та казки на їдиші в той час, коли інтерес до культури їдишу був дуже незначним. Протягом наступних двадцяти років вона зібрала тисячі пісень від покоління тих, хто вижив і був майже знищений нацизмом, а пізніше сталінськими репресіями. Паралельно з цією роботою Рубін продовжувала вивчати мову та історію їдиш з науковцем Максом Вайнрайхом.
Окрім колекціонерської роботи, Рубін також організовувала та виступала з концертами народних пісень на їдиш і влаштовувала салони у своїй квартирі на Ґреммерсі-Парк-Авеню. У рамках руху за відродження фольклору вона виступала в нью-йоркській Ратуші та Карнеґі-холі, брала участь у «Експо-67», виступала на фольклорних концертах з Пітом Сіґером, Полем Робсоном і Ронні Гілбертом. Вона також брала активну участь у Єврейському музичному форумі та Національній єврейській музичній раді і сприяла розвитку міжнародних наукових зв'язків з фольклористами в Ізраїлі та Європі.

## Спадщина
Ірен Гескес (1923—1999) високо оцінила «неймовірну відданість» Рубін колекціонуванню та збереженню культури і пісні їдиш, назвавши її однією з провідних збирачів та дослідників їдишу у ХХ столітті. Стиль виконання Рубін описують як «простий і незворушний», а сучасники зазначають, що вона розглядала перформанс радше як акт передачі культури, аніж як художнє вираження.
Рубін записала багато з тих пісень, які зібрала, і була артисткою звукозапису з 1940-х до 1980-х років. Часто працюючи з Мозесом Ашем, вона також випустила кілька збірок під лейблом Oriole та власним лейблом. Вона записала спільні роботи з Пітом Сіґером, Фредом Геллерманом, Діком Вайсманом і Геді Вестом.
Рубін передала свої польові записи в різні архіви та наукові бібліотеки США (Бібліотека Конгресу, YIVO, Університет Вейна), Канади (Канадський музей історії) та Ізраїлю, які тепер є важливими архівними дослідницькими колекціями. Колеги-науковці, такі як Стівен Зайтлін з нью-йоркського Центру міської народної культури, високо оцінили роботу Рубін, оскільки вона збирала пісні від інформаторів, які вивчали пісні в їхньому первісному контексті.

## Особисте життя
У 1932 році Розенблатт вийшла заміж за Гаррі Рубіна. У 1937 році у них народився син Майкл, який помер у 1959 році. Її чоловік помер у 1971 році. Вона померла у 2000 році.

## Нагороди
- Нагорода за життєві досягнення, Програма народних мистецтв на їдиші (1989)[4]

## Вибрана бібліографія
- Розенблатт, Рівке; Нігер, Семюель (1929). Lider [Лідер]. Нью-Йорк: Y.L. Magid. OCLC 37284901.
- Розенблатт, Рівке (1948). Dos Yidishe folkslid: kurtse ilustrirte lektsie. Нью-Йорк: National Jewish Music Council. OCLC 77625613.
- Рубін, Рут (1947). Literature on Jewish music [Література на тему єврейської музики]. Jewish Book Annual. 6: 64—70. OCLC 827853730.
- Рубін, Рут. Yiddish riddles and problems [Загадки та задачки на їдиші]. Нью-Йорк: Folklore Quarterly.
- Рубін, Рут (1948). The Yiddish folksong of the East European Jews [Народна пісня східноєвропейських євреїв на їдиші]. Нью-Йорк: National Jewish Music Council, sponsored by National Jewish Welfare Board.
- Рубін, Рут (1952). Nineteenth-Century Yiddish Folksongs of Children in Eastern Europe [Дитячі народні пісні на їдиші ХІХ століття у Східній Європі]. Журнал американського фолькльору. 65 (257): 227—254. doi:10.2307/537076. ISSN 0021-8715. JSTOR 537076. OCLC 7376758594.
- Рубін, Рут; Бікель, Теодор (1956). Folk Songs of Israel [Ізраїльські народні пісні]. Журнал американського фолькльору. 69 (274): 418. doi:10.2307/536373. ISSN 0021-8715. JSTOR 536373. OCLC 7377089556.
- Рубін, Рут; Пост, Рут; Герцль Ром, T (1950). A treasury of Jewish folksong [Скарбниця єврейської народної пісні]. Schocken Books: Verlag nicht ermittelbar. OCLC 723840810.
- Рубін, Рут (1952). Nineteenth-century Yiddish folksongs of children in Eastern Europe [Дитячі пісні мовою їдиш ХІХ століття у Східній Європі.]. Ричмонд.
- Рубін, Рут (1959). Nineteenth-century history in Yiddish folksong [Історія XIX століття в народних піснях мовою їдиш]. OCLC 959339808.
- Рубін, Рут (1960). Yiddish Folk Songs Current in French Canada [Народні пісні мовою їдиш, що побутують у франкомовній Канаді]. Journal of the International Folk Music Council. 12: 76—78. doi:10.2307/835442. ISSN 0950-7922. JSTOR 835442. OCLC 7586870291.
- Рубін, Рут (1960). Some aspects of Comparative Jewish Folksong [Деякі аспекти порівняльної єврейської народної пісні]. Блумінгтон: Sine nomine. OCLC 907579108.
- Рубін, Рут (1960). Sholem Aleichem and Yiddish folksongs [Шолом-Алейхем та народні пісні на їдиші]. Нью-Йорк: Sing out Inc. OCLC 190789820.
- Рубін, Рут (1961). Yiddish folksongs of immigration and the melting pot [Народні пісні на їдиші про імміграцію та плавильний котел]. Нью-Йорк: New York Folklore Quarterly. OCLC 970905999.
- Рубін, Рут (1963). Voices of a people, Yiddish folk song [Голоси народу, народна пісня на їдиші.]. Нью-Йорк; Лондон: Томас Йозелов. OCLC 842380604.
- Рубін, Рут (1965). Jewish folk songs in Yiddish and English [Єврейські народні пісні на їдиші та англійською мовою]. Нью-Йорк. OCLC 473301618.
- Рубін, Рут (1965). A comparative approach to a Yiddish song of protest [Порівняльний підхід до пісні протесту на їдиші]. Studies in Ethnomusicology. 2: 54—74. OCLC 717316306.
- Рубін, Рут (1966). Slavic influences in Yiddish folk songs [Слов'янські впливи в народних піснях на їдиші.]. Гатборо. OCLC 1252364.
- Рубін, Рут (1966). Yiddish sayings and some parallels from the sayings of other peoples [Приказки на їдиші та деякі паралелі з приказками інших народів.]. Ітака: Нью-йоркська спілка фольклору. OCLC 173027510.
- Рубін, Рут; Workman's circle (U.S.); Департамент освіти (1967). Warsaw Ghetto program [Програма «Варшавське ґетто»]. Нью-Йорк: Education Dept. of the Workmen's Circle. OCLC 6757708.
- Рубін, Рут (1974). The Yiddish folksong: an illustrated lecture [Народна пісня на їдиші: ілюстрована лекція]. Нью-Йорк: Jewish Music Council of the National Jewish Welfare Board. OCLC 1130901.
- Рубін, Рут (1975). Yiddish folksongs of social significance [Народні пісні на їдиші, що несуть в собі соціальну значущість]. OCLC 719759580.
- Рубін, Рут (1989). Jewish folk songs: in Yiddish and English [Єврейські народні пісні: на їдиші та англійською]. Нью-Йорк: Самвидав. OCLC 610455261.
- Рубін, Рут; Злобін, Марк (2000). Voices of a people: the story of Yiddish folksong [Голоси народу: історія народної пісні на їдиші]. ISBN 978-0-252-06918-5. OCLC 1110074432.